# Economía de género
La economía de género es una rama de la economía que se enfoca en analizar cómo las diferencias de género impactan el desarrollo económico, las estructuras del mercado y las políticas públicas. Este campo de estudio investiga las razones por las que existen diferencias entre hombres y mujeres en variables económicas como salarios, renta, horas de trabajo, tasas de pobreza y tiempo de ocio, entre otras, que los economistas suelen emplear para medir el bienestar. Además, busca evidenciar las desigualdades existentes en el acceso a los recursos, las oportunidades laborales y la distribución de la riqueza. También aborda temas como la división sexual del trabajo, la brecha salarial y el valor económico del trabajo no remunerado, que generalmente realizan las mujeres en el ámbito doméstico y comunitario.
Desde una perspectiva teórica, la economía de género cuestiona los supuestos tradicionales de la economía clásica que suelen considerar a los individuos como actores homogéneos y racionales. Al incorporar el análisis de género, se pone de manifiesto cómo las normas culturales, los roles sociales y las estructuras de poder afectan la participación económica de hombres y mujeres. Este enfoque también incluye el diseño de políticas públicas orientadas a reducir las desigualdades de género, como el acceso equitativo a la educación, la salud y el empleo.
Aunque relacionada con la economía feminista, la economía de género tiene diferencias importantes. Mientras que la economía feminista suele adoptar una perspectiva crítica más amplia que cuestiona las bases patriarcales del sistema económico en su conjunto, la economía de género se centra en analizar las disparidades específicas entre hombres y mujeres en términos cuantitativos y cualitativos. La economía feminista, por su parte, también enfatiza la transformación social y la justicia de género, mientras que la economía de género a menudo se orienta hacia soluciones prácticas dentro del marco de las políticas económicas existentes. Estas diferencias reflejan la diversidad de enfoques en la intersección entre economía y género.

## Historia y Orígenes de la Economía de Género

### Orígenes en el Pensamiento Económico
Los orígenes de la reflexión sobre el papel del género en la economía pueden rastrearse hasta los pensadores clásicos del siglo XVIII y XIX, como Adam Smith y David Ricardo. Aunque estos economistas no abordaron directamente la cuestión de género, su trabajo sentó las bases fundamentales para el análisis económico moderno. En particular, las ideas de Smith sobre el trabajo y la producción influyeron profundamente en la manera en que la economía entendió las contribuciones al bienestar económico. Sin embargo, a pesar de estos avances teóricos, el trabajo de las mujeres y su participación en la economía eran en gran medida ignorados, ya sea por su invisibilidad en la historia o por el enfoque predominante en la economía masculina y en las actividades productivas reconocidas formalmente.
En la economía política clásica, la contribución económica de las mujeres se consideraba en gran parte irrelevante. Durante este período, el trabajo doméstico y el cuidado —actividades mayormente realizadas por mujeres— no se incluían en los cálculos económicos oficiales, ya que no formaban parte de la economía formal o monetaria. Las mujeres eran vistas principalmente como consumidoras, responsables de la administración del hogar, pero no como productoras que generaran valor económico en un sentido tradicional. Esta visión limitó el reconocimiento de las mujeres como agentes económicos activos y valiosos, perpetuando su exclusión del debate económico general.

### Emergencia del Feminismo y la Crítica a la Economía Tradicional
Fue en las décadas de 1960 y 1970 cuando el movimiento feminista comenzó a cuestionar las estructuras patriarcales que dominaban no solo la sociedad, sino también la economía. Las obras de autoras como Simone de Beauvoir y Betty Friedan fueron fundamentales al criticar las representaciones de las mujeres en la economía y la sociedad. De Beauvoir, con su famosa declaración de que "no se nace mujer, se llega a serlo", desafiaba las nociones de roles fijos impuestos por la sociedad, mientras que Friedan, en La mística de la feminidad, denunciaba las expectativas limitantes de las mujeres como amas de casa. Estas críticas no solo llevaron a una revalorización de los roles de las mujeres en la sociedad, sino también a un mayor interés por entender cómo las estructuras económicas y políticas perpetuaban la desigualdad de género.
La economía feminista emergió como una respuesta directa a estas críticas. En lugar de aceptar la economía convencional como neutral y objetiva, las economistas feministas comenzaron a señalar que las teorías económicas tradicionales estaban impregnadas de valores masculinos, reflejando las preocupaciones y prioridades de una sociedad dominada por los hombres. Investigadoras como Marilyn Waring y Julie Nelson desafiarían las nociones establecidas de la economía, señalando que el trabajo no remunerado, como el trabajo doméstico y el cuidado, desempeñaba un papel crucial en la economía global, a pesar de ser ignorado en los modelos tradicionales. La economía feminista, entonces, no solo buscó visibilizar la contribución de las mujeres, sino también revisar las metodologías y los supuestos fundamentales del análisis económico.

### Desarrollo de la Economía de Género
Durante las décadas de 1980 y 1990, la economía de género comenzó a consolidarse como un campo de estudio independiente. Fue en este período cuando se realizaron investigaciones clave que documentaban la contribución económica de las mujeres, tanto en el trabajo remunerado como en el no remunerado. Una de las áreas más destacadas de estudio fue el trabajo de cuidado, que, aunque esencial para el bienestar de las sociedades, había sido históricamente invisibilizado en las mediciones económicas tradicionales. A medida que se introdujeron conceptos como la economía del hogar y el trabajo de cuidado, comenzó a surgir una comprensión más completa del papel de las mujeres en la economía.
Además, durante este período, diversos estudios de caso realizados en diferentes países ayudaron a visibilizar las disparidades entre hombres y mujeres, mostrando cómo las políticas económicas afectaban de manera diferente a cada género. Estos estudios impulsaron la formulación de políticas más inclusivas que buscaban tener en cuenta las necesidades y contribuciones de las mujeres. A través de estos enfoques, se empezó a reconocer que el desarrollo económico no podía considerarse completo si no se abordaban las desigualdades de género.

## Cuentas nacionales, cuentas satélites de interés para la Economía de género
La contabilidad nacional desarrolla cuentas satélites para extender su capacidad analítica en necesidades sociales.
- Cuenta Satélite del Trabajo Doméstico No Remunerado (CSTDNR).
- Cuenta Satélite de la Economía Doméstica (CSPD) o de Trabajo Doméstico Remunerado (CSTDR).
- Encuestas de uso del tiempo (EUT) o  Encuesta de Presupuestos de Tiempo (EPT).

## Economistas destacadas (teoría económica)
A lo largo de los años, diversas economistas han realizado contribuciones fundamentales al desarrollo de la economía de género. Entre las figuras más destacadas se encuentran:
- Claudia Goldin: Ganadora del Premio Nobel de Economía en 2023, Goldin ha realizado investigaciones clave sobre la historia económica de las mujeres, especialmente en relación con la participación femenina en la fuerza laboral y las persistentes brechas salariales de género.
- Diane Elson: Ha sido pionera en la integración de la perspectiva de género en el análisis de políticas macroeconómicas. Su trabajo se ha centrado en el desarrollo de presupuestos sensibles al género y en el análisis del impacto de las políticas fiscales y económicas sobre las mujeres.
- Nancy Folbre: Sus investigaciones han puesto de relieve la importancia económica del trabajo no remunerado, en particular el trabajo de cuidado, y cómo este trabajo contribuye significativamente a la economía global, a menudo sin ser reconocido ni contabilizado en las métricas tradicionales de crecimiento económico.
- Heidi Hartmann: Fundadora del Instituto de Investigación de Políticas de la Mujer, ha trabajado ampliamente en temas relacionados con la desigualdad salarial y las políticas laborales desde una perspectiva de género, enfatizando las barreras económicas que enfrentan las mujeres en el mercado laboral.
- Barbara Bergmann: Una de las pioneras en el estudio de la desigualdad de género en la economía, Bergmann introdujo el concepto de "trabajo de mujeres" en los análisis económicos y promovió la inclusión de la desigualdad de género en la teoría económica convencional.
- Marilyn Waring: Autora de "If Women Counted", Waring ha sido crítica     con la falta de reconocimiento del trabajo no remunerado en las cuentas nacionales. Su obra subraya cómo el trabajo de cuidado y doméstico, mayoritariamente realizado por mujeres, es esencial para el funcionamiento de la economía, pero se excluye de las mediciones tradicionales.
- Joyce Jacobsen: Economista que ha trabajado en temas de desigualdad de ingresos, brechas salariales de género y políticas públicas enfocadas en la equidad de género en el mercado laboral.
- Gita Gopinath: Primera economista en jefe del Fondo Monetario Internacional, Gopinath ha sido una defensora de la inclusión de la perspectiva de género en el análisis macroeconómico global, en particular en lo que respecta a las políticas económicas que afectan a las mujeres.
- Marianne Bertrand: Reconocida por sus estudios sobre discriminación de género en el mercado laboral y el impacto de las normas sociales en la economía. Su trabajo ha explorado cómo las diferencias de género afectan la toma de decisiones económicas y las oportunidades de las mujeres en el ámbito profesional.
- Francine Blau: Experta en desigualdad de género en el empleo, Blau ha desarrollado investigaciones sobre las diferencias salariales entre hombres y mujeres, la segregación ocupacional y el impacto de las políticas laborales en la equidad de género.
- Janet Currie: Ha trabajado en temas de salud y bienestar infantil, destacando cómo las desigualdades económicas y de género afectan la calidad de vida de las mujeres y sus familias. Su trabajo ha sido clave en el desarrollo de políticas públicas centradas en la equidad de género.

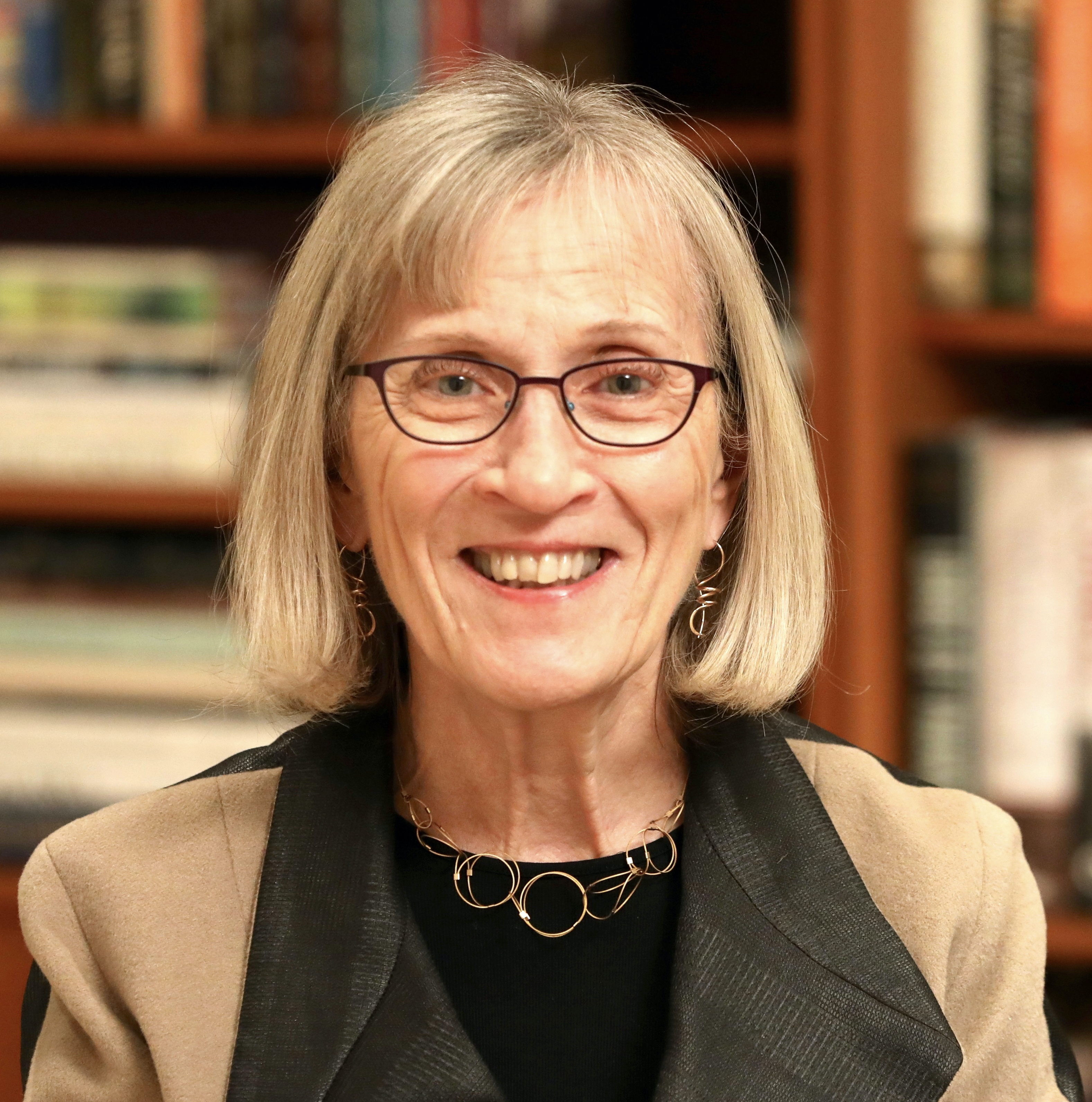
Claudia Goldin, Premio Nobel Conmemorativo de Ciencias Económicas, 2023

## Premios (teoría económica)
- Premio de Investigación Elaine Bennett inspirado en Elaine Bennett

«Se otorga anualmente para reconocer y honrar la investigación destacada en cualquier campo de la economía realizada por una mujer que no haya cumplido más de diez años desde que obtuvo su doctorado (ajustado a las responsabilidades familiares)»

## Género en la ciencia económica
Estudia la participación de la mujer en la ciencia económica.

### Premios mujeres en la ciencia económica
- Premio en:Carolyn Shaw Bell de en:Committee on the Status of Women in the Economics Profession (CSWEP) inspirado en Carolyn Shaw Bell

«Se otorga anualmente a una persona que haya contribuido a mejorar la situación de la mujer en la profesión económica, ya sea mediante su ejemplo, sus logros, aumentando nuestra comprensión de cómo las mujeres pueden avanzar en la profesión económica o asesorando a otras personas.»

## Conceptos Fundamentales en la Economía de Género
- Trabajo no remunerado: La economía de género ha destacado cómo el trabajo doméstico y de cuidado no remunerado es esencial para la economía.[23] Las economías de mercado dependen de este trabajo invisible, el cual es realizado mayoritariamente por mujeres, y abogan por su valoración dentro de las cuentas nacionales para reflejar su verdadero impacto económico[24]. También se subraya que sin este trabajo, las economías no funcionarían de manera sostenible, ya que el trabajo de cuidado garantiza la reproducción de la fuerza laboral y la estabilidad social.[25]
- Brechas Salariales y Segregación Laboral: Desde una perspectiva de género en economía la feminización del mercado laboral y la segregación salarial son problemas estructurales persistentes.[26] Estudios destacan que, en muchos países, las mujeres enfrentan una doble discriminación: menor acceso a roles de liderazgo y salarios inferiores por trabajos equivalentes a los de sus colegas hombres[27]. Esta brecha salarial también está relacionada con la segmentación en el tipo de trabajo que realizan las mujeres, quienes suelen ocupar empleos informales y menos remunerados en sectores como el servicio y el comercio.[28]
- Roles de Género en el Mercado Laboral: Los roles de género, entendidos como las normas y expectativas sociales sobre las conductas adecuadas para hombres y mujeres, afectan de manera profunda la estructura y dinámica del mercado laboral.[27] Estos roles han llevado a una segregación ocupacional en la que las mujeres están sobrerrepresentadas en sectores como la educación, la salud y los servicios, mientras que los hombres predominan en áreas como la tecnología, la ingeniería y la industria, generalmente mejor remuneradas.[29] Esta segmentación limita las oportunidades de crecimiento profesional y salarial para muchas mujeres.[30] Además, el rol tradicional de cuidadoras asignado a las mujeres implica una mayor responsabilidad en el trabajo doméstico y de cuidado, lo que reduce su disponibilidad para empleos formales y afecta sus posibilidades de ascenso o de asumir roles de liderazgo. Como resultado, muchas mujeres experimentan una doble carga de trabajo que limita su participación económica y su desarrollo profesional.[31]
- Desigualdad de Género en el Acceso a Recursos Económicos: La desigualdad de género en el acceso a recursos económicos es una barrera estructural que afecta las oportunidades de las mujeres en diversas áreas, desde el emprendimiento hasta la agricultura.[24] A nivel global, las mujeres enfrentan dificultades desproporcionadas para acceder a recursos financieros, como crédito y capital, y a recursos productivos, incluyendo la propiedad de la tierra y los activos empresariales.[32] En sectores rurales, como la agricultura, esta brecha es aún más amplia, ya que las mujeres suelen tener menor acceso a tecnología, insumos agrícolas, capacitación y capital, lo que limita su productividad y capacidad de contribuir al desarrollo económico.[30][33] Estas restricciones afectan la autonomía económica de las mujeres y perpetúan las desigualdades, ya que su falta de acceso a recursos impacta no solo en su bienestar personal, sino en el crecimiento económico de sus comunidades y países.[34] La economía de género propone medidas para eliminar estas barreras, buscando un acceso equitativo a recursos económicos como vía para un desarrollo sostenible e inclusivo.[35]
- Políticas de igualdad de género: Las políticas de igualdad de género son un conjunto de estrategias y medidas diseñadas para eliminar las desigualdades entre hombres y mujeres en diversas áreas, como el empleo, la educación, la salud y la participación política. Estas políticas buscan abordar las barreras estructurales y culturales que perpetúan la discriminación y la desigualdad, promoviendo un entorno en el que todas las personas, independientemente de su género, tengan acceso equitativo a oportunidades y recursos.[33] Las políticas pueden incluir medidas como la implementación de cuotas de género en la política y en el ámbito empresarial, programas de capacitación y desarrollo profesional dirigidos a mujeres, y la promoción de licencias parentales equitativas que fomenten la corresponsabilidad en el cuidado de los hijos. Además, es fundamental que estas políticas se basen en datos desagregados por género para identificar áreas críticas de desigualdad y evaluar la efectividad de las intervenciones.

## Aplicaciones prácticas

### Microeconomía y Macroeconomía desde una Perspectiva de Género
- Género y Política Económica: Estudia la política económica que mejore las condiciones de las mujeres al eliminar barreras que limitan su participación económica.[36] Esto implica diseñar presupuestos y políticas fiscales que reduzcan desigualdades, promuevan el acceso equitativo al empleo y fortalezcan la inversión en servicios esenciales, como el cuidado infantil y la educación. Integrar este enfoque no solo favorece la equidad, sino que también impulsa el crecimiento económico y el desarrollo sostenible.
- Economía del Cuidado y Sostenibilidad Económica: La economía del cuidado argumenta que el trabajo de cuidado no remunerado, que es mayormente realizado por mujeres, sostiene la economía formal al asegurar el bienestar de la población trabajadora.[37] Del mismo modo, se resalta que la invisibilización del trabajo doméstico subestima su valor real y su impacto en la economía nacional.[38] Las políticas de apoyo para el cuidado también beneficiarían al mercado laboral formal al permitir que más mujeres puedan incorporarse plenamente en él.

### Economía Feminista y Corrientes Críticas en la Economía de Género
- Economía Feminista de Conciliación y Ruptura: Los estudios de género en economía presentan dos enfoques dentro de la economía feminista: la economía de conciliación, que busca adaptar los paradigmas androcéntricos con algunos ajustes de género, y la economía de ruptura, que aboga por una revisión completa de las bases teóricas de la economía para reflejar las realidades de las mujeres.[39] Este último enfoque es especialmente crítico de los supuestos del individualismo y el egoísmo económico que subyacen en muchos modelos tradicionales.[40]
- Crítica a las Políticas Macroeconómicas desde la Economía Feminista: El análisis económico con perspectiva de género argumentan cuestiona los efectos diferenciados de las políticas macroeconómicas en hombres y mujeres, considerando las realidades de género que impactan las oportunidades económicas de las mujeres[41]. Este enfoque demanda políticas que reconozcan el trabajo no remunerado y que promuevan la igualdad en el acceso a recursos y empleo.[42]

- Desigualdad en Pensiones y Violencia Patrimonial: El incumplimiento en el pago de pensiones alimenticias es una forma de "violencia patrimonial" que perpetúa la desigualdad económica.[43] Esta falta de apoyo económico aumenta la vulnerabilidad de las mujeres y limita su autonomía financiera, especialmente en América Latina, donde la paternidad irresponsable es un problema estructural.[41][44] Las políticas públicas que buscan garantizar el cumplimiento de estas pensiones no solo protegen a los menores, sino que también fortalecen la seguridad económica de las mujeres.[45]